# 아침 같이 먹을래?
"아침 같이 먹을래?"(Morning Together, Shall We?)는 한국에서 제작된 민예지 감독의 2007년 영화이다. 조하나 등이 주연으로 출연하였다.

## 출연

### 주연
- 조하나
- 노국한

## 기타
- 조명: 최정식
- 조명: 김현석
- 조명: 박인숙
- 녹음: 도한나
- 믹싱: 채은혜
- 미술: 박우진
- 미술: 김수연